# Gin Wigmore
Gin Wigmore, född 6 juni 1986, är en sångare från Nya Zeeland bosatt i Australien. Debutalbumet Holy Smoke spelade hon in tillsammans med kompbandet The Cardinals och producenten Mike Elizondo i Capitol Studios 2009. Albumet släpptes i hösten 2009 och har sålt trippel Platinaskiva i hemlandet Nya Zeeland.

## Diskografi

### Album
2009 - Holy smoke

### Singlar
- 2008 - Extended Play EP
- 2009 - Oh my
- 2009 - Hey Ho